# Źródło prądu
Źródło prądu – instalacja albo przedmiot, który zasila urządzenie elektryczne energią elektryczną. Rozróżnia się źródła prądu przemiennego (AC – alternating current) i prądu stałego (DC – direct current). 
Źródłem prądu sieciowego, dostarczającym energię produkowaną przez jednostki wytwórcze, jest elektroenergetyczna sieć dystrybucyjna, wraz z przyłączonymi w razie potrzeby do niej zasilaczami, pełniącymi często rolę przetworników prądu sieciowego.
Lokalne (niezależne) źródło prądu może wytwarzać energię elektryczną kosztem innych form energii, np.:
- chemicznej (ogniwo chemiczne)
- cieplnej (termoogniwo)
- mechanicznej (prądnica)
- świetlnej (fotoogniwo)

W elektrotechnice nazwą źródło prądu określane jest czasem źródło prądowe.